# 卡诺阿
卡诺阿是厄瓜多尔的一座海滨城镇，位于聖文森特縣的马纳比省。
该地区位于同省的卡拉克斯港以北17公里处。据当地的传说以及流传的故事，卡诺阿的土著人在遭遇入侵时抛下了美丽的沙滩躲进了深山，直到100年后西班牙人和耶稣会的到来才重新走出大山庆祝新据点的建立。
卡诺阿在20世纪末划入聖文森特縣管辖。

## 图墙

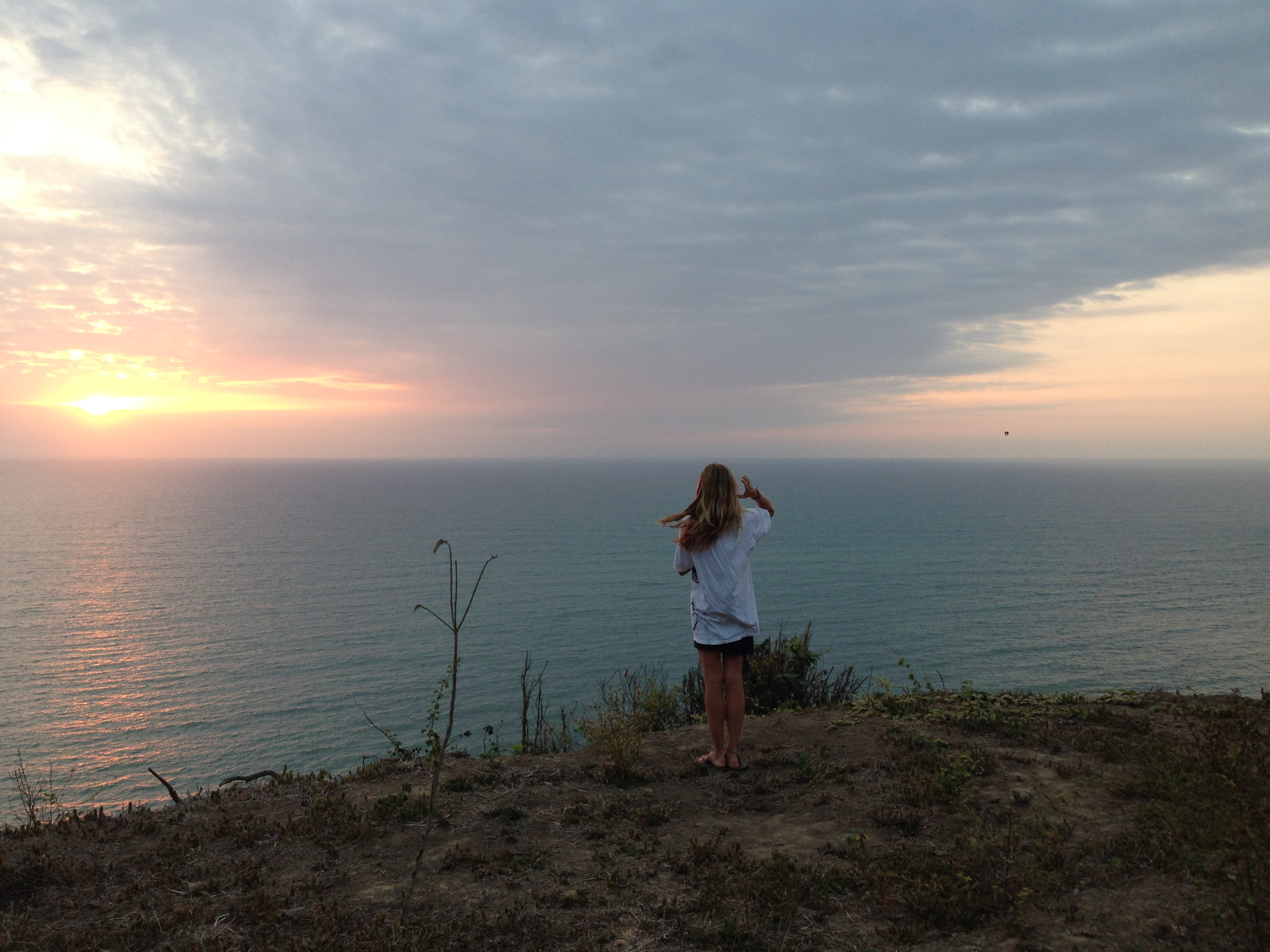
卡诺阿的太平洋日落
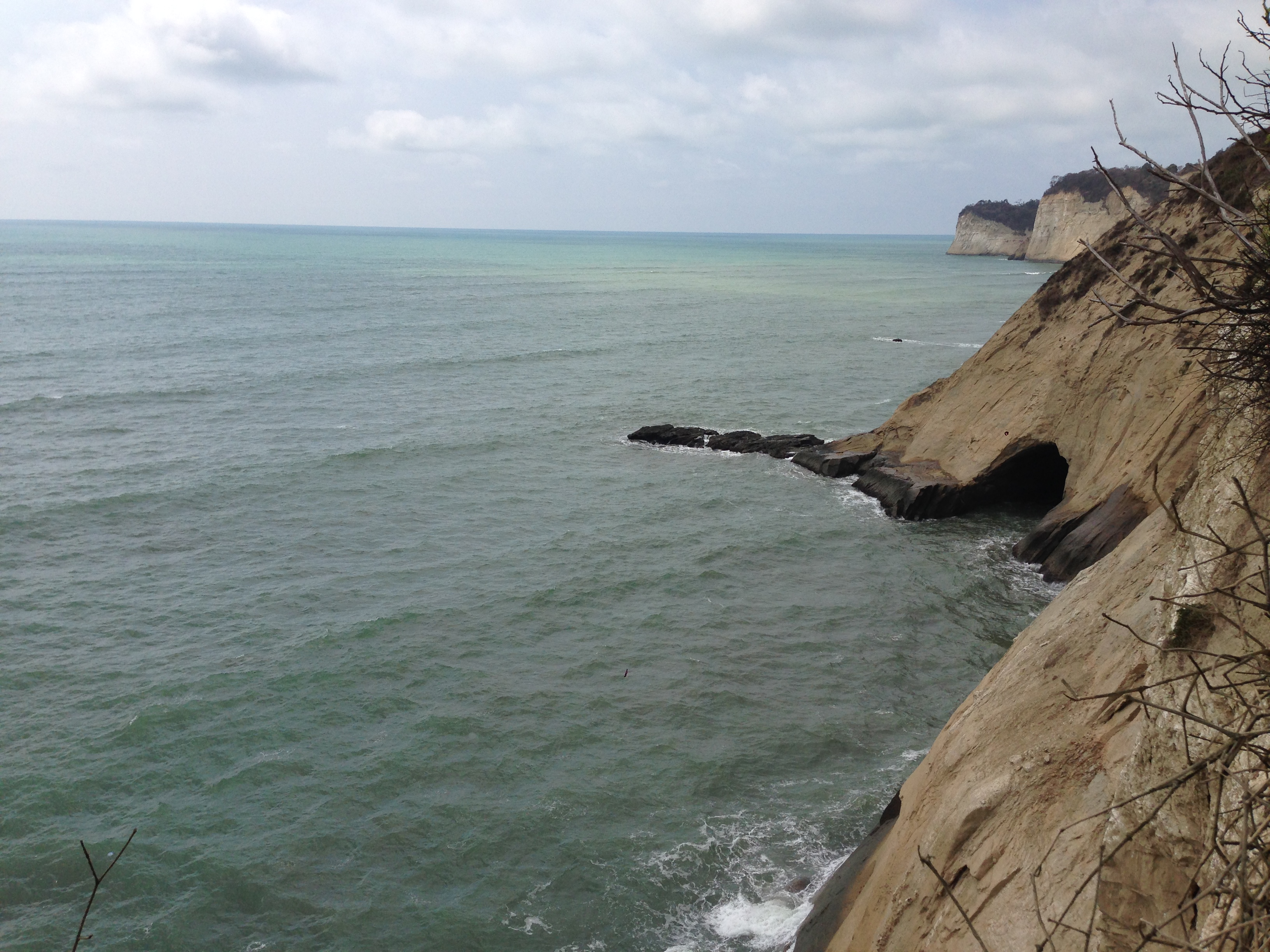
卡诺阿海岸
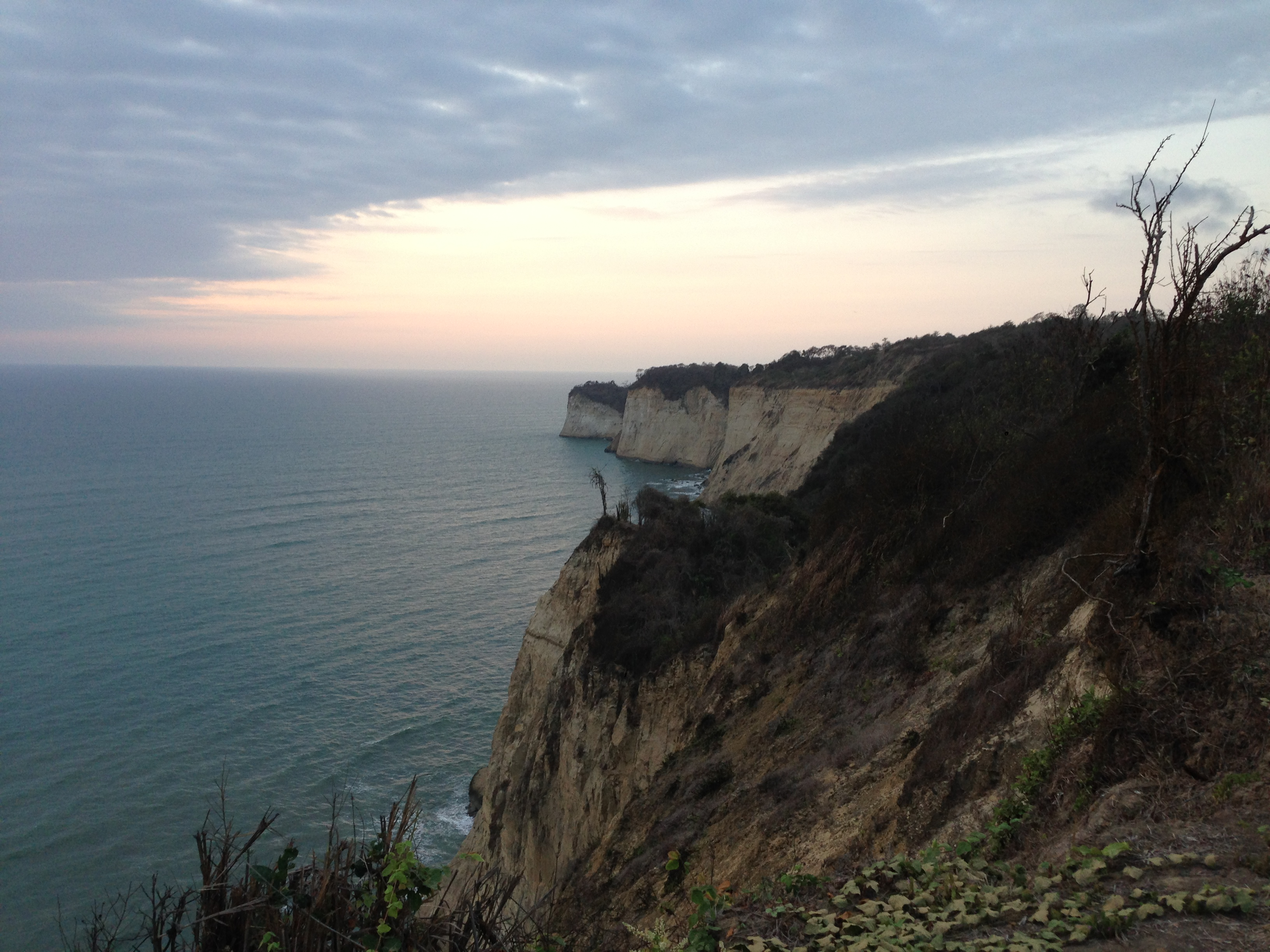
自南向北望去的峭壁
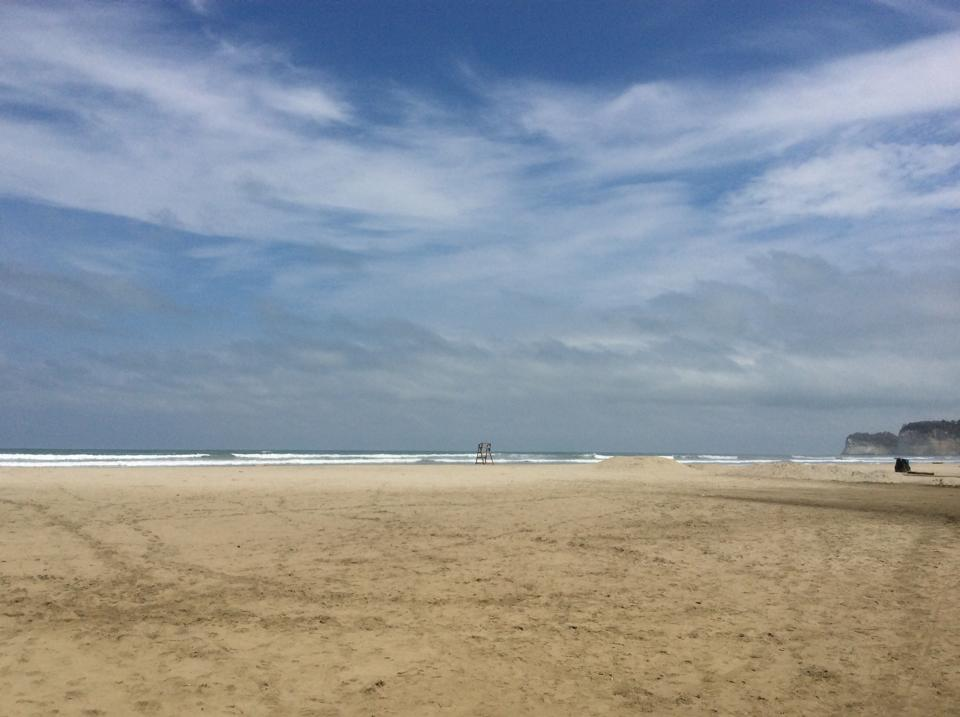
卡诺阿沙滩